# Quận Mitchell, Georgia
Quận Mitchell là một quận trong tiểu bang Georgia, Hoa Kỳ. Quận được lập ngày 21/12/1857. Quận lỵ đóng ở thành phố Camilla 6. Theo điều tra dân số năm 2000 của Cục điều tra dân số Hoa Kỳ, quận có dân số người 2. Năm 2007, ước tính dân số quận này là 23.932 người, ước tính dân số năm 2007 là 24.139 người. 

## Địa lý
Theo Cục điều tra dân số Hoa Kỳ, quận này có diện tích 1331 ki-lô-mét vuông, trong đó có 5 km2 là diện tích đất, km2 là diện tích mặt nước.

### Các xa lộ
- U.S. Highway 19
- Georgia State Route 37
- Georgia State Route 65
- Georgia State Route 93
- Georgia State Route 97
- Georgia State Route 112

### Các quận giáp ranh
- Quận Dougherty (bắc)
- Quận Worth (đông bắc)
- Quận Colquitt (đông)
- Quận Thomas (đông nam)
- Quận Grady (nam)
- Quận Decatur (tây nam)
- Quận Baker (tây)